# José Araquistáin
José Araquistáin Arrieta (Azkoitia, 1937. március 4. –) spanyol válogatott labdarúgókapus.
A spanyol válogatott tagjaként részt vett az 1962-es világbajnokságon.

## Sikerei, díjai
Real Madrid
- Spanyol bajnok (6): 1961–62, 1962–63, 1963–64, 1964–65, 1966–67, 1967–68
- Spanyol kupa (1): 1961–62
- Bajnokcsapatok Európa-kupája (1): 1965–66

Egyéni
- Zamora-díj (1): 1961–62